# Арет
Аре́т (фр. Arette) — коммуна во Франции, находится в регионе Аквитания. Департамент — Атлантические Пиренеи. Входит в состав кантона Олорон-Сент-Мари-1. Округ коммуны — Олорон-Сент-Мари.
Код INSEE коммуны — 64040.

## География
Коммуна расположена приблизительно в 690 км к югу от Парижа, в 195 км южнее Бордо, в 37 км к юго-западу от По.
По территории коммуны протекает река Верт-д’Арет (фр. Vert d'Arette).

### Климат
Климат тёплый океанический. Зима мягкая, средняя температура января — от +5°С до +13°С, температуры ниже −10 °C бывают редко. Снег выпадает около 15 дней в году с ноября по апрель. Максимальная температура летом порядка 20-30 °C, выше 35 °C бывает очень редко. Количество осадков высокое, порядка 1100 мм в год. Характерна безветренная погода, сильные ветры очень редки.

## Население
| Год  | Численность | Численность |
| ---- | ----------- | ----------- |
| 1962 | 1189        | [ 3 ]       |
| 1968 | 1055        | [ 3 ]       |
| 1975 | 1166        | [ 3 ]       |
| 1982 | 1117        | [ 3 ]       |
| 1990 | 1137        | [ 3 ]       |
| 1999 | 1094        | [ 3 ]       |
| 2010 | 1114        | [ 3 ]       |
| 2013 | 1045        |             |
| 2015 | 1023        | [ 4 ]       |
| 2016 | 1070        | [ 5 ]       |
| 2017 | 1057        | [ 6 ]       |
| 2018 | 1074        | [ 7 ]       |
| 2019 | 1074        | [ 8 ]       |
| 2020 | 1071        | [ 9 ]       |
| 2021 | 1071        | [ 10 ]      |
| 2022 | 1052        | [ 11 ]      |

## Администрация
| Период | Период | Фамилия           | Партия        | Примечания                   |
| ------ | ------ | ----------------- | ------------- | ---------------------------- |
| 1942   | 1952   | Мишель Лаграв     |               |                              |
| 1952   | 1989   | Жан-Мари Лон-Пере |               |                              |
| 1989   | 2001   | Жозеф Аррегль     |               |                              |
| 2001   | 2020   | Пьер Казабон      | Разные правые | генеральный советник кантона |

## Экономика
В 2010 году среди 693 человек трудоспособного возраста (15-64 лет) 512 были экономически активными, 181 — неактивными (показатель активности — 73,9 %, в 1999 году было 74,5 %). Из 512 активных жителей работали 487 человек (255 мужчин и 232 женщины), безработных было 25 (7 мужчин и 18 женщин). Среди 181 неактивных 58 человек были учениками или студентами, 82 — пенсионерами, 41 были неактивными по другим причинам.

## Достопримечательности
- Мирской монастырь XVII века. Исторический памятник с 1968 года[13]

## Города-побратимы
- Исаба, Испания (1977)
- Ронкаль, Испания (1991)

## Фотогалерея

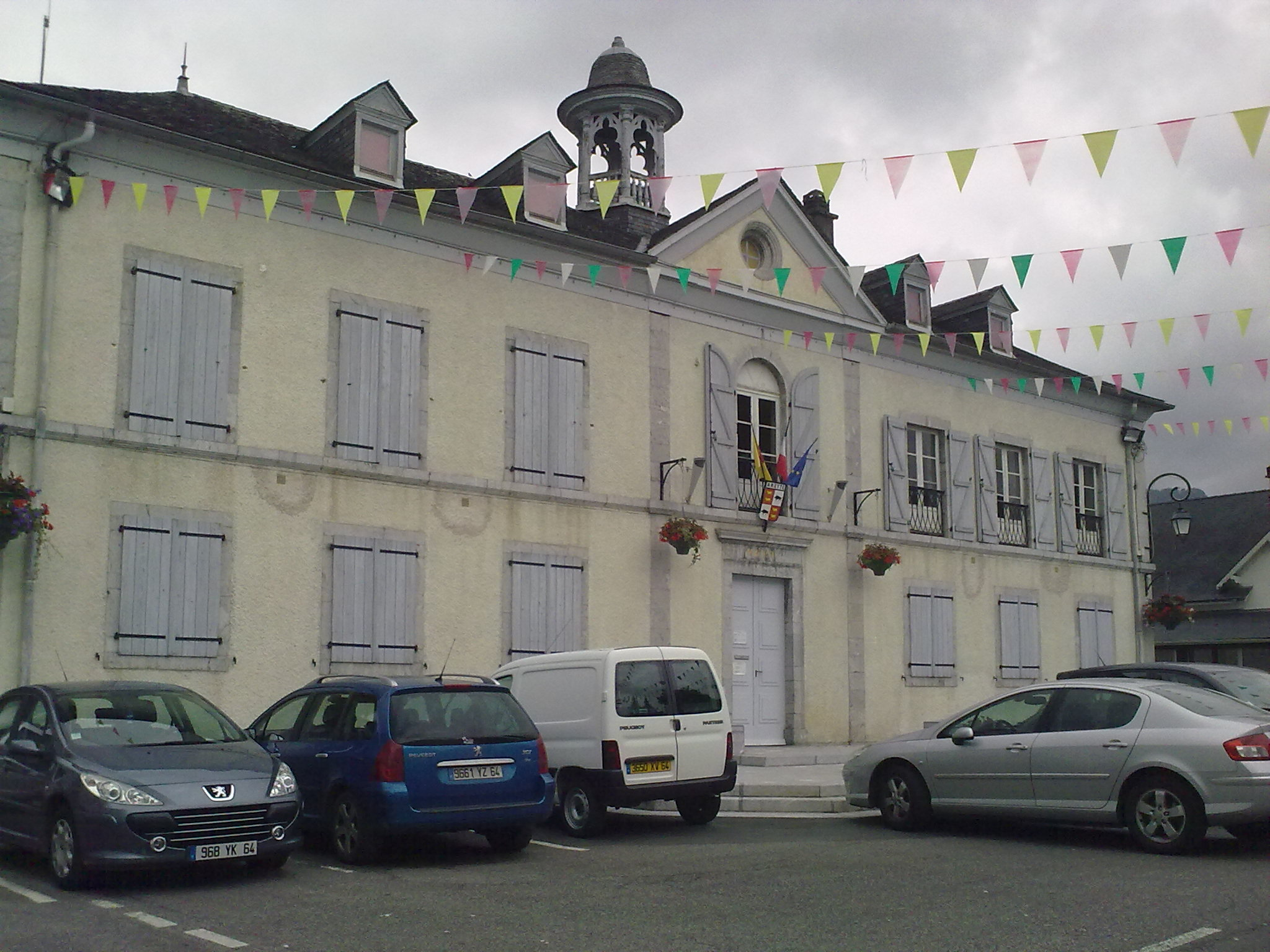
Мэрия
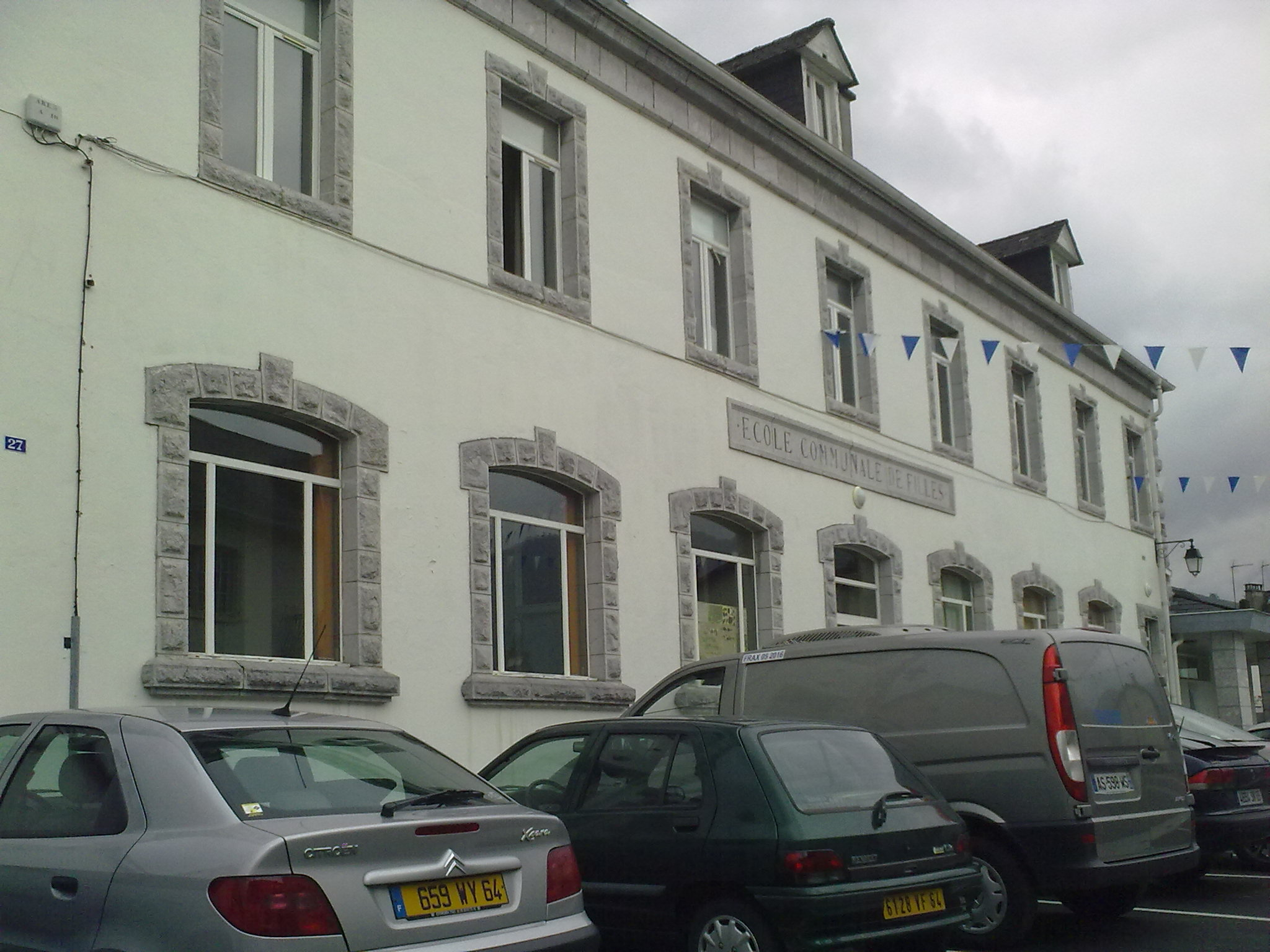
Начальная школа
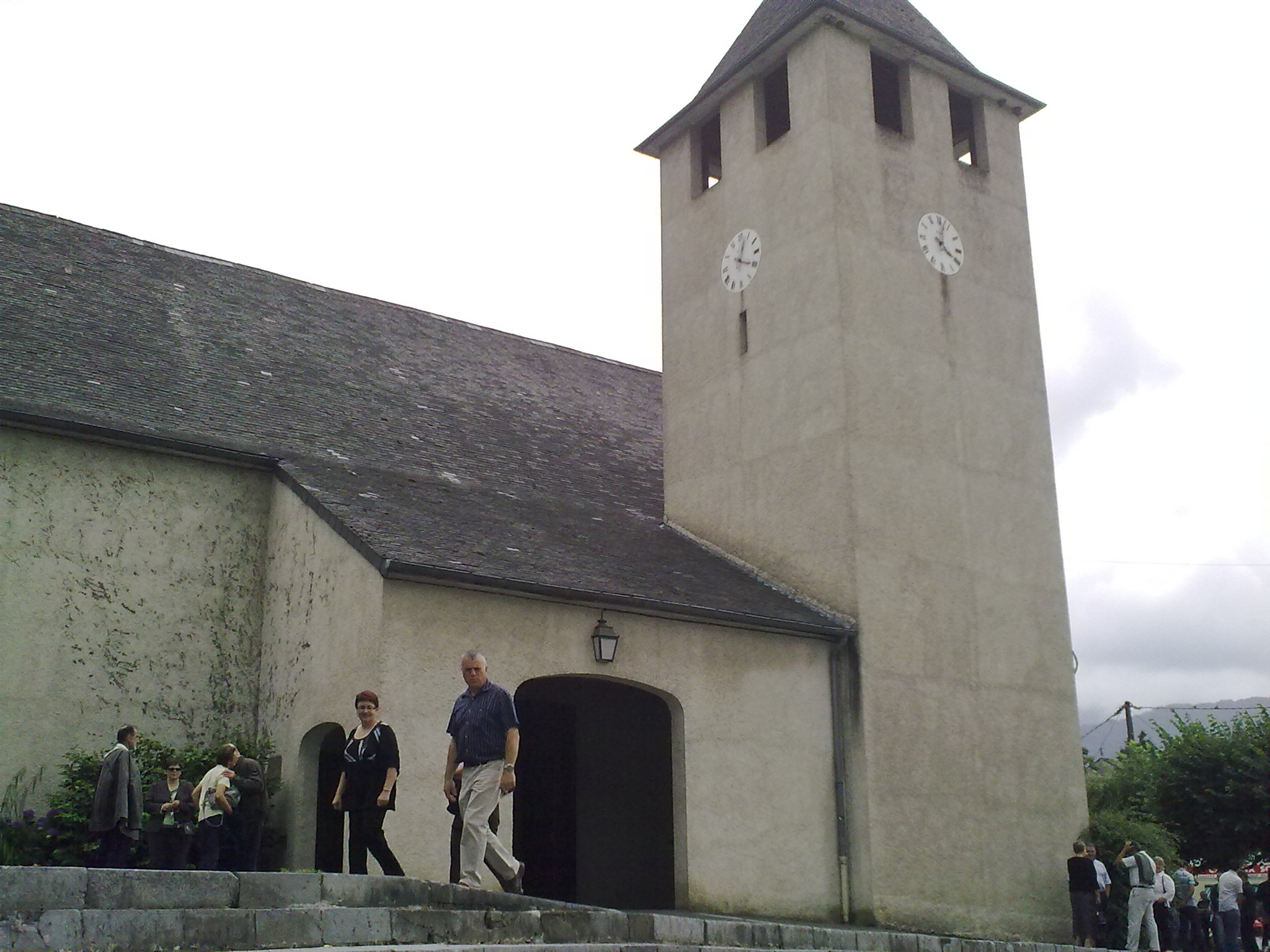
Церковь
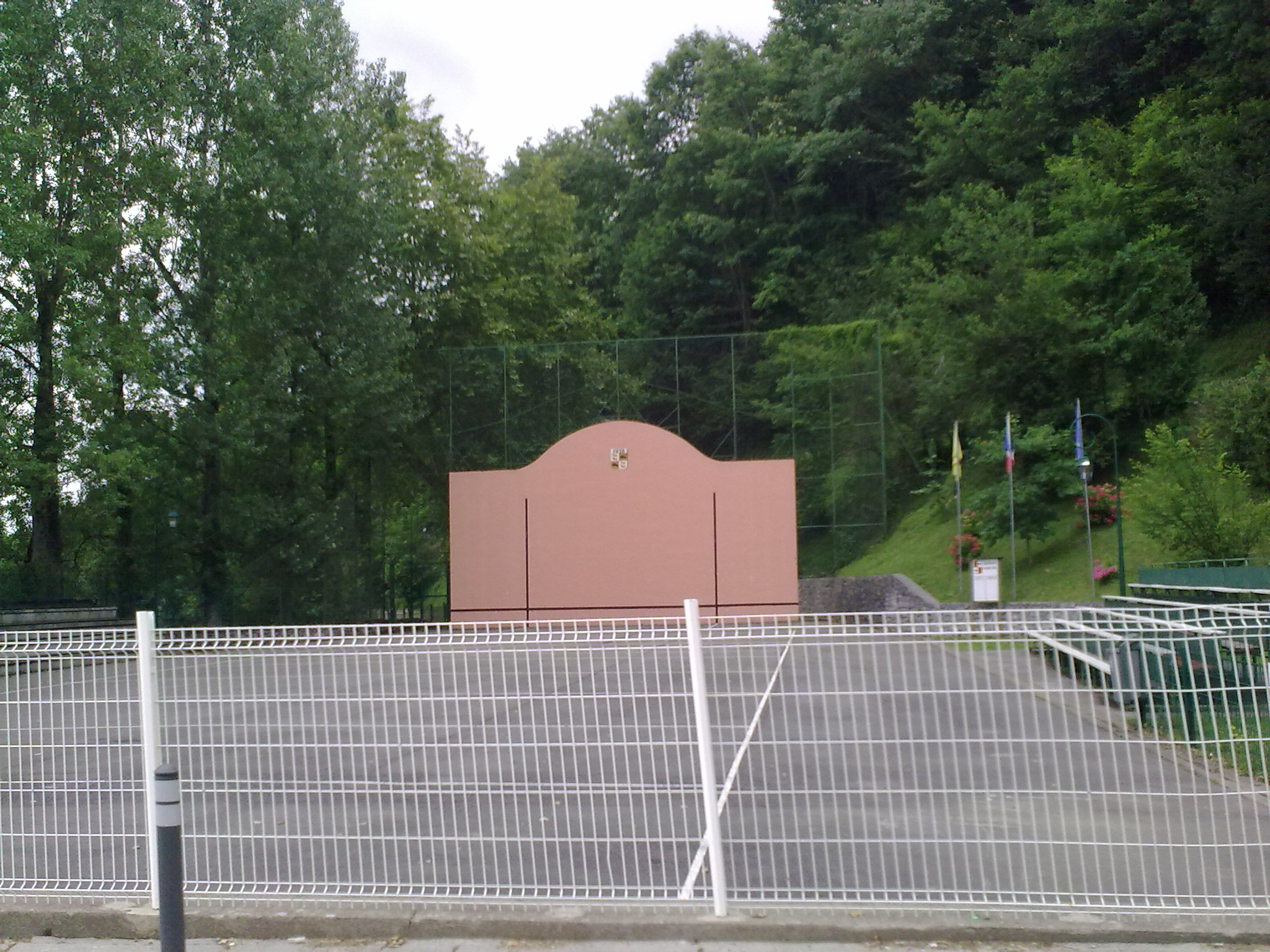
Фронтон (площадка для игры в пелоту)
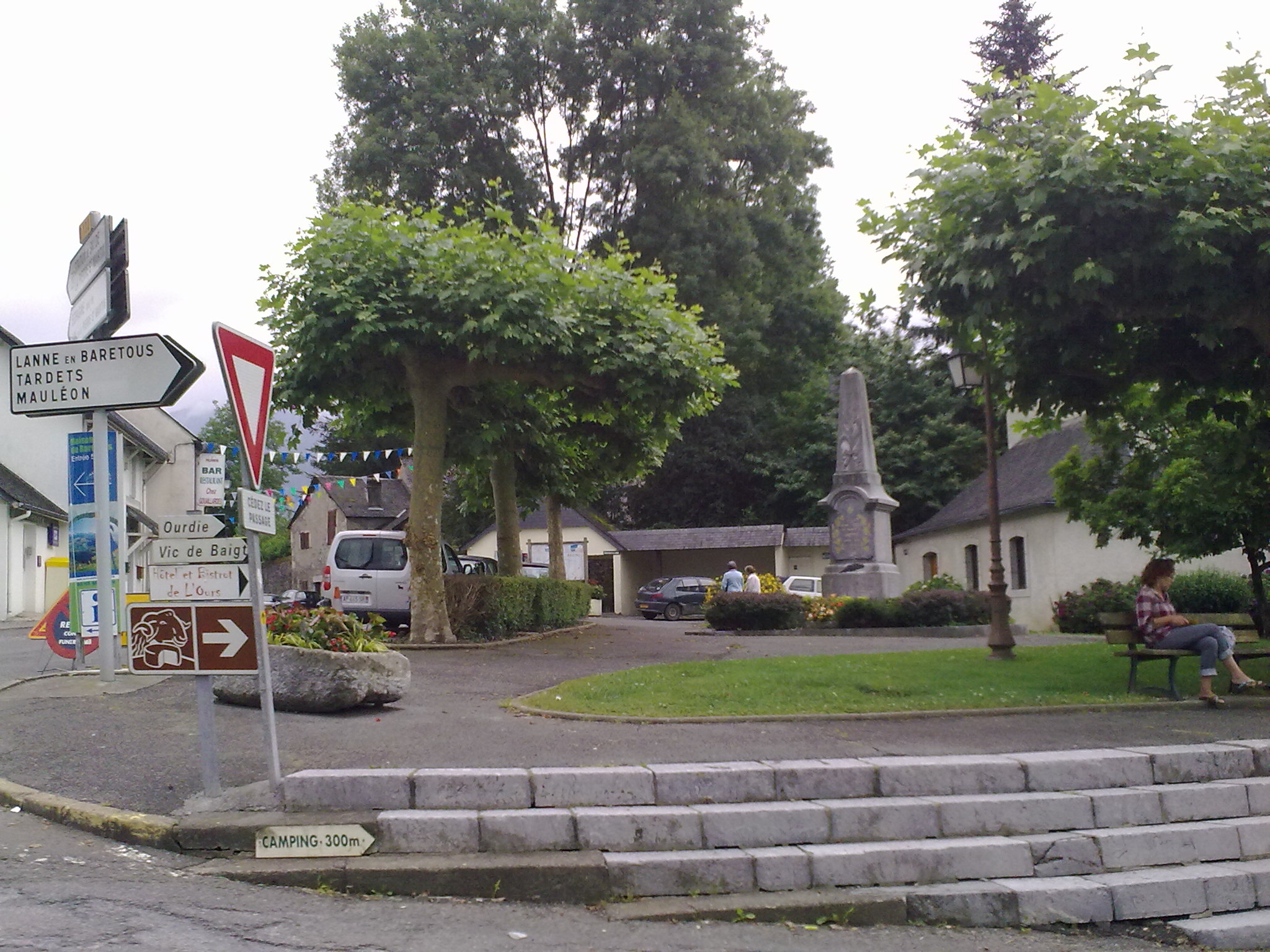
Военный мемориал
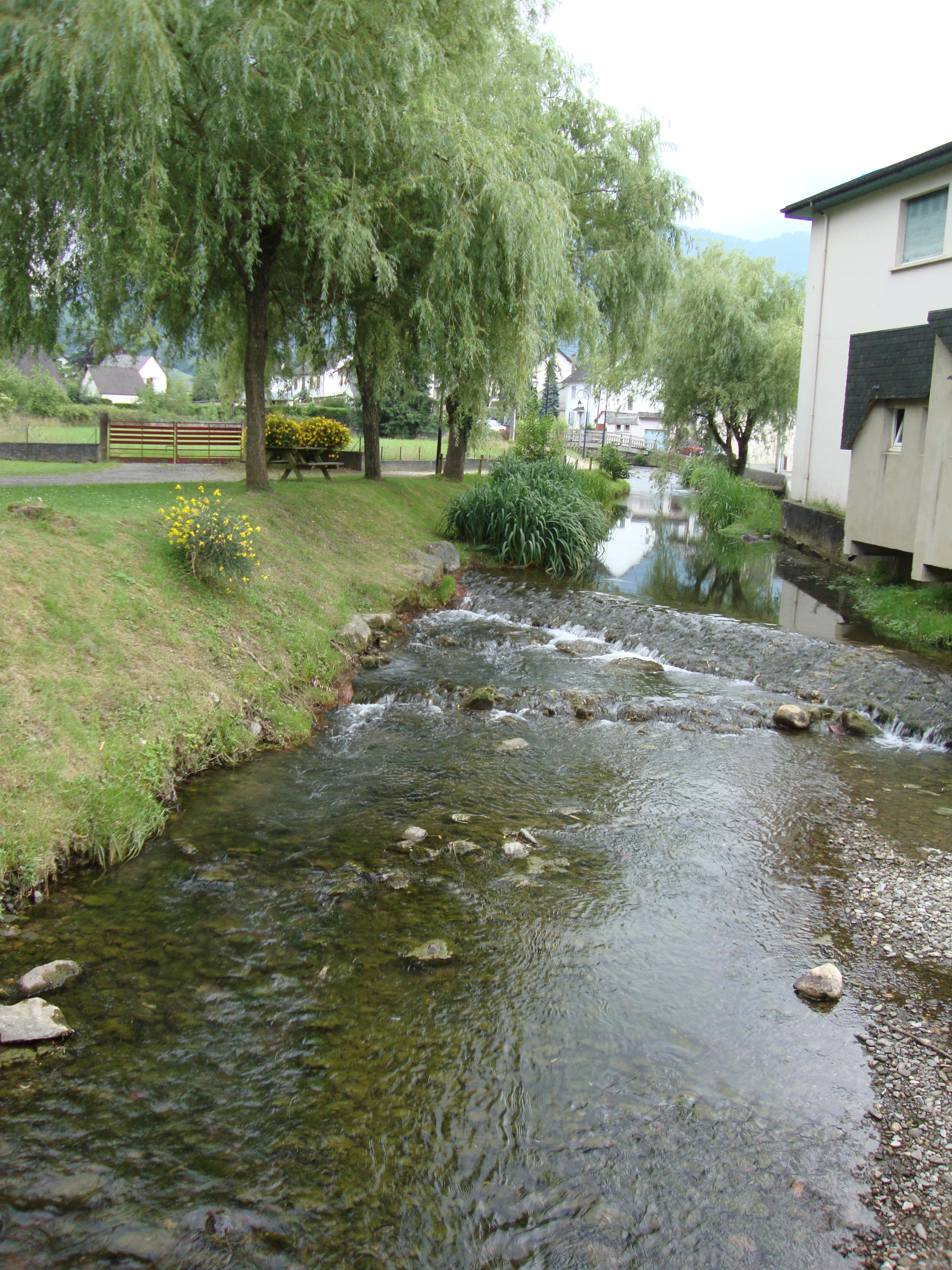
Река Верт-д’Арет